# Radziejów (Landgemeinde)
Die gmina wiejska Radziejów ist eine selbständige Landgemeinde in Polen im Powiat Radziejowski in der Woiwodschaft Kujawien-Pommern. Sie zählt 4360 Einwohner (31. Dezember 2020) und hat eine Fläche von 92,6 km², die zu 95 % von landwirtschaftlicher Fläche eingenommen wird. Verwaltungssitz der Landgemeinde ist die Stadt Radziejów [raˈʥɛjuf], die ihr selbst nicht angehört.

## Geographie
Das Gemeindegebiet umfasst die Stadt Radziejów vollständig und liegt etwa 30 km westlich von Włocławek.

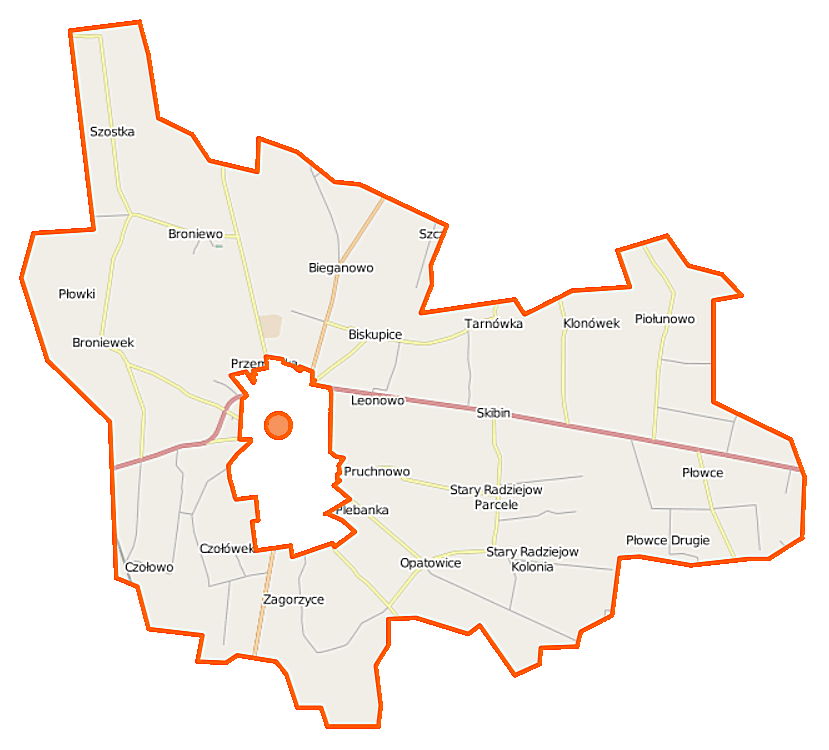
Karte der Gemeinde

## Gemeindegliederung
Die Landgemeinde umfasst 18 Ortschaften mit Schulzenamt und 9 weitere Ortschaften.
Zu ihr gehören folgende Ortschaften:
| polnischer Ortsname       | deutscher Ortsname           |
| ------------------------- | ---------------------------- |
| Bieganowo                 | Biegenau                     |
| Biskupice                 |                              |
| Broniewek                 |                              |
| Broniewo                  | Brönau (1940–1943 Brunsdorf) |
| Czołówek                  | Schollau                     |
| Czołowo                   |                              |
| Kłonówek                  |                              |
| Kwilno                    | Quillingen                   |
| Opatowice                 |                              |
| Piołunowo                 |                              |
| Płowce                    | Plattenfeld                  |
| Pruchnowo                 |                              |
| Przemystka                |                              |
| Skibin                    |                              |
| Stare Płowki              | Plauken                      |
| Stary Radziejów           | Alträdichau                  |
| Stary Radziejów (kolonia) |                              |
| Szostka Duża              |                              |
| Tarnówka                  |                              |
| Wąsewo                    | Wonsen                       |
| Zagorzyce                 |                              |

Weitere Ortschaften sind: Kontrewers, Leonowo, Łany Wybranieckie, Opatowice, Plebanka, Płowce Drugie, Rokitki, Stara Kolonia, Szybka und Tarnówka.